# エウァ地区
エウァ地区（Ewa District）は、ナウルの1地区。同国の最北端に位置する。工業学校であり、ナウル唯一の高等教育施設でもあるカイザー大学（40年間ナウルに滞在していたドイツ人宣教師・アロイス・カイザーの名に由来する）や、国内における主要スーパーマーケット2店、オージーフットボール専用グラウンドがある。